# Troides miranda
Espèce
Statut CITES
Troides miranda est une espèce de lépidoptères (papillons) de la famille des Papilionidae.

## Taxinomie
Troides  a été décrit par Arthur Gardiner Butler en 1869 sous le nom initial de Papilio miranda.

### Nom vernaculaire
Troides miranda se nomme Miranda Birdwing en anglais

### Sous-espèces
- Troides miranda miranda; présent dans le nord de Bornéo.
- Troides miranda hayamii Kobayashi, 1991; présent dans le sud-ouest de Bornéo.
- Troides  miranda neomiranda (Fruhstorfer, 1903); présent à Sumatra[1].

## Description
Troides miranda est un grand papillon d'une envergure variant de 150 mm à 170 mm, aux ailes discrètement festonnées, dont la tête et le thorax sont noirs et l'abdomen jaune. Il existe un dimorphisme sexuel de couleur.
Les mâles ont les ailes antérieures noires aux veines discrètement soulignées de blanc dans la partie postdiscale, et les ailes postérieures jaune à veines noires et bordure marginale de dentelures noires.

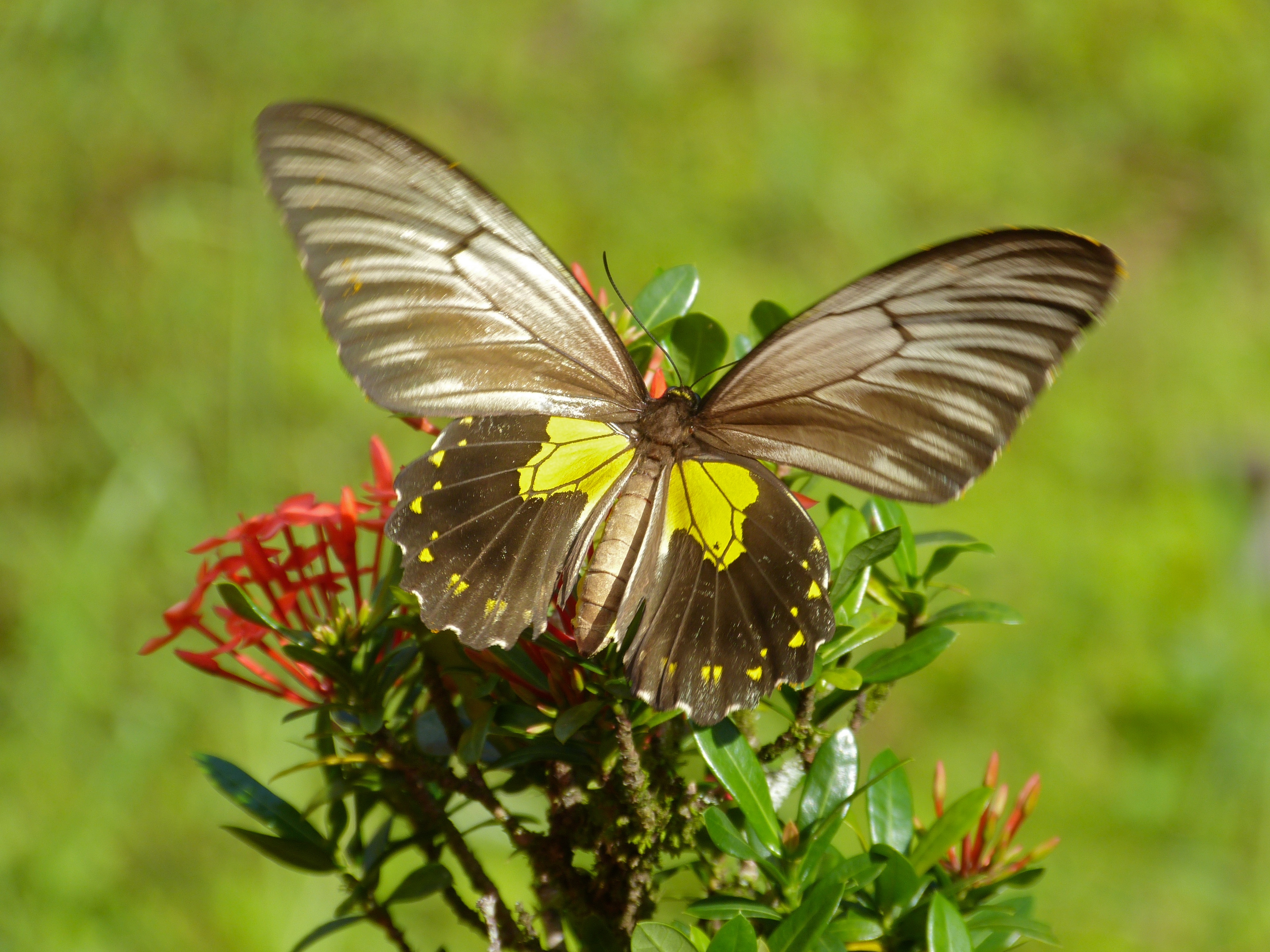
Femelle (Sabah, Malaisie)

Les femelles, plus grandes que les mâles ont les ailes antérieures de couleur marron aux veines bordées de blanc, et les ailes postérieures marron avec une petite plage centrale jaunes veinées de marron et une ligne submarginale de chevrons jaune.

## Biologie

### Plantes hôtes
Les plantes hôtes de sa chenille sont des aristoloches, dont Aristolochia foveolata.

## Écologie et distribution
Troides miranda est présent à Bornéo et à Sumatra.

### Biotope
Troides miranda réside dans la canopée de la forêt en altitude à partir de 300 m.

### Protection
Troides miranda est protégé.